# Harald Are Lund
Harald Are Lund (n. 8 octombrie 1946, Oslo, Norvegia – d. 4 septembrie 2020, Comuna Stange, Innlandet, Norvegia) a fost un producător de muzică și personalitate radio din Norvegia.
A fost angajat la postul de radio și televiziune NRK, Oslo, din anul 1967, mai întâi la secția radioteatru, iar din 1983 la secția muzică. 
A fost cunoscut drept propagator de muzică necomercială, fiind comparat în acest context cu John Peel. Către 2009, avea un program de muzică care îi purta numele pe programul trei (P3) al postului NRK.
În anii 1970 a produs discurile unor formații norvegiene cunoscute, precum Vømmøl Spellmannslag, Junipher Greene și Jonas Fjeld Band.